# Серравалле-Пистойезе
Серравалле-Пистоезе (итал. Serravalle Pistoiese) — коммуна в Италии, располагается в регионе Тоскана, в провинции Пистоя.
Население составляет 11 715 человек (31-5-2019), плотность населения составляет 278,6 чел./км². Занимает площадь 42,05 км². Почтовый индекс — 51030. Телефонный код — 0573.
Покровителем населённого пункта считается Людовик Тулузский.

## Администрация коммуны
- Официальный сайт: http://www.comune.serravalle-pistoiese.pt.it/

## Примечание
1. ↑  Statistiche demografiche ISTAT. demo.istat.it. Дата обращения: 2 декабря 2019. Архивировано 24 июля 2019 года.